# إسماعيل حقي أوزون تشارشيلي
إسماعيل حقي أوزون تشارشيلي (بالتركية: İsmail Hakkı Uzunçarşılı)(23 أغسطس 1888م - 10 أكتوبر 1977م)، أكاديمي وتعليمي وسياسي ومؤرخ تركي. يُعتبر من الأسماء التي قدمت مساهمات مهمة في دراسات التاريخ العثماني.

## حياته
وُلد إسماعيل حقي في 23 أغسطس 1888م، باسطنبول. والده هو محمد لطيف أفندي من منطقة «أوزون تشارشي» (بالتركية: Uzunçarşı) في محافظة صقاريا بتركيا، ووالدته رتيبة هانم.
تلقّى إسماعيل حقي تعليمه الابتدائي في «مدرسة مَحِلَّة نيشانجي» (بالتركية: Nişancı Mahalle Mektebi) و «مدرسة إپبليك خانة» (بالتركية: Iplikhane Mektebi) بمنطقة «أيوب» باسطنبول.
بعد اجتيازه امتحان القبول بنجاح، بدأ تعليمه في مدرسة «صووق تششمه» العسكرية الإعدادية باسطنبول(بالتركية: Soğukçeşme Askeri Rüştiyesi) ، ولكن بعد ذلك بعامين انتقل إلى «مدرسة بايزيد الإعدادية المركزية» (بالتركية: Bayezid Merkez Rüştiyesi)، وفي أغسطس 1904م تخرج فيها وحصل على شهادة الإعدادية.
ثم التحق «بمدرسة مرجان الثانوية» (بالتركية: Mercan İdadisi) باسطنبول في نفس العام، وأكمل تعليمه الثانوي في الفترة التي أُعلن فيها المشروطبة الثانية. في ذلك الوقت، كان مدير المدرسة هو «حسين جاهد بك» (بالتركية: Hüseyin Cahit Bey)، الذي صنع لنفسه اسمًا من خلال عمله الصحفي، وكان أيضاً كاتباً وسياسياً.
ثم تولى المؤرخ علي رشاد بك (بالتركية: Ali Reşat Bey) بعده مكانه كمدير. تأثر إسماعيل حقي بشكل كبير بهذا المؤرخ، علي رشاد بك.
تخرج في «مدرسة مرجان الثانوية» عام 1909م، ثم التحق في نفس العام بدار الفنون في إسطنبول، قسم الآداب، بمنحة دراسية مجانية، وفي عام 1912م اجتاز الامتحانات وحصل على دبلوم التعليم العالي.

### التدريس
تقدم الخريج الجامعي إسماعيل حقي بطلب إلى وزارة التعليم لتعيينه مدرساً، فأُرسل إلى كوتاهية كمدرس تاريخ في «مدرسة كوتاهية الإعدادية» (بالتركية: Kütahya İdadisi) براتب شهري قدره ستمائة قرش ودرّس فيها ثماني سنوات. وخلال تواجده هناك، جمع الوثائق التاريخية لمدينة كوتاهية وأعدّ كتابًا عن تاريخ المدينة، نشرته وزارة التربية والتعليم في إسطنبول. وبفضل هذا العمل، حصل إسماعيل حقي على «المواطنة الفخرية لكوتاهية» من «المجلس العمومي لولاية كوتاهية» (بالتركية: Kütahya Vilayeti Meclis-i Umumisi).

### الكفاح الوطني

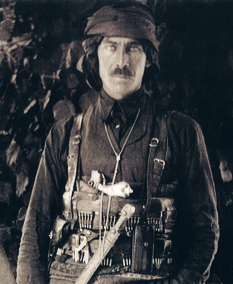
"هيثم الشركسي" الذي قاد "القوات المتنقلة" من المتطوعين الاشتراكيين الإسلاميين الشركس والأبخاز، ضد قوات الغزو المتحالفة أثناء حرب الاستقلال التركية، ولعبت تلك القوة دورًا كبيرًا في إبطاء الجيش اليوناني بشكل كبير خلال الحرب اليونانية التركية (1919م - 1922م).

وعندما بدأ الكفاح الوطني حرب الاستقلال التركية، أُغلقت المدارس ولم يعد بالفصول الدراسية طلاباً.
عمل إسماعيل حقي في الخدمة الفخرية «للقوات المتنقلة» (بالتركية: Kuvayi Seyyari)، التي كانت قوة من المتطوعين الاشتراكيين الإسلاميين الشركس والأبخاز بقيادة «هيثم الشركسي» (بالتركية: Çerkes Ethem) ضد قوات الغزو المتحالفة أثناء حرب الاستقلال التركية، ولعبت دورًا كبيرًا في إبطاء الجيش اليوناني بشكل كبير خلال الحرب اليونانية التركية 1919م-1922م. وفي الوقت نفسه، عمل مراسلاً أنقرة عن المقاومة الوطنية في كوتاهيا.
تقدّم الجيش اليوناني نحو أنقرة واحتل كوتاهيا في 30 يوليو 1921م، فانتقل إسماعيل حقي إلى إسكي شهير ثم بعدها ذهب إلى أنقرة.

### العودة للتدريس

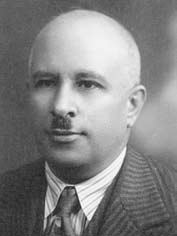
إسماعيل حقي في ثلاثينيات 1930م.

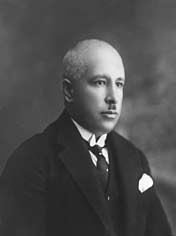
إسماعيل حقي في عشرينيات 1920م.

في عام 1921م، تم تعيينه في «سلطنة طرابزون» من قبل وزارة التربية والتعليم في الحكومة الوطنية في أنقرة.
وبينما كان في طريقه إلى هذا الواجب عبر مديرية «إيني بولو» بولاية قسطموني، جذب إسماعيل حقي انتباه حاكم قسطموني الجديد «رأفت جانيتيز» (بالتركية: Rafet Canıtez) بمقالاته في صحيفة «أجيك سوز» (بالتركية: Açık Söz) المحلية، التي كانت تُنشر في قسطموني، فتم تعيينه مُدرِّسًا للتاريخ في «ثانوية قسطموني» بناء على طلبه من مركز أنقرة.
وفي سبتمبر 1922م، عُيِّن في مديرية «سلطنة كوتاهية». ولكن قبل أن يبدأ هذه الوظيفة، تم تعيينه مؤقتًا في مديرية التعليم في مدينة «كاريسي» (بالتركية: Karesi) (بالق أسير) من قبل وهبي بك نائب بالق أسير.

### مديراً في التعليم
وبعد إعلان الجمهورية في تركيا، عُيِّن في عام 1924م بمنصب «مدير معارف كاريسي» ثم «مدير التعليم الابتدائي في بالق أسير».
قام إسماعيل حقي، الذي كان منخرطًا أيضًا في البحث والنشر خلال هذه الفترة، بإعداد ونشر أعمال بعنوان «الكتاب السنوي لمدرسة كاريسي الثانوية» و «تاريخ كاريسي» و «كاريسي مشاهري». وبسبب أعماله تلك، حصل على «المواطنة الفخرية للإقليم» بقرار من الجمعية العامة لإقليم كوتاهيا.
في عام 1952م، عُيِّنَ في منصب «المفتش العام لوزارة التربية والتعليم» التابع لمركز أنقرة. واصل إسماعيل حقي دراسته حول أرشيف المقاطعات والأعمال التاريخية الأخرى في مراكز المقاطعات التي ذهب إليها للتفتيش. نُشر له على وجه الخصوص العمل المكون من مجلدين الذي أعده تحت اسم «الكتابة». كما صدر كتابه «مدينة سيواس» الذي أعده بناءً على هذه الأبحاث من قبل وزارة التربية والتعليم.

### نائباً في البرلمان
لأول مرة في 14 يناير 1926م، أصبح نائباً في البرلمان عن بالق أسير، وواصل إسماعيل حقي عمله كنائب عن بالق أسير حتى عام 1950م.
وبالإضافة إلى عمله البرلماني، كان يُلقي محاضرات في جامعة اسطنبول، كلية الآداب، قسم التاريخ بين أعوام 1932م-1938م.
بعد الإصلاح الجامعي، شغل منصب محاضر في كلية الآداب كـ «أستاذ عادي».

### مؤرخاً
عمل في الجمعية التاريخية التركية (بالتركية: Türk Tarih Kurumu)، إلى جانب دوره كنائب في البرلمان التركي.
وفي عام 1950م، ترك منصبه البرلماني واستمرّ فقط في دراسة التاريخ.
كرّس دراساته المبكرة لدراسات التاريخ المحلي مثل تاريخ قسطموني، تاريخ بالق أسير، ومدينة كوتاهيا (1932م).
وعلى الرغم من أنه جعل من إمارات الأناضول موضوع دراسته، إلا أنه اشتهر بكتاباته عن التاريخ السياسي وتنظيم الدولة العثمانية.

## وفاته
تُوفي عن عمر يناهز 89 عامًا أثناء عمله في الأرشيف، ودُفن في مقبرة شهداء «إديرني كاپي».